# ضفدع الجدجد
ضفدع الجدجد (الاسم العلمي: Acris)، جنس ضفادع صغيرة من أمريكا الشمالية وتنتمي إلى فصيلة الشرغوفيات.
توجد في شمال المكسيك (كواهويلا)، الولايات المتحدة الأمريكية في شرق جبال روكي، وجنوب أونتاريو، كندا.